# Phaulopsis ciliata
Phaulopsis ciliata là một loài thực vật có hoa trong họ Ô rô. Loài này được (Willd.) Hepper miêu tả khoa học đầu tiên năm 1973.